# Proleptonchus aestivus
Proleptonchus aestivus är en rundmaskart. Proleptonchus aestivus ingår i släktet Proleptonchus och familjen Leptonchidae. Inga underarter finns listade i Catalogue of Life.